# رنو فلوئنس زدئی

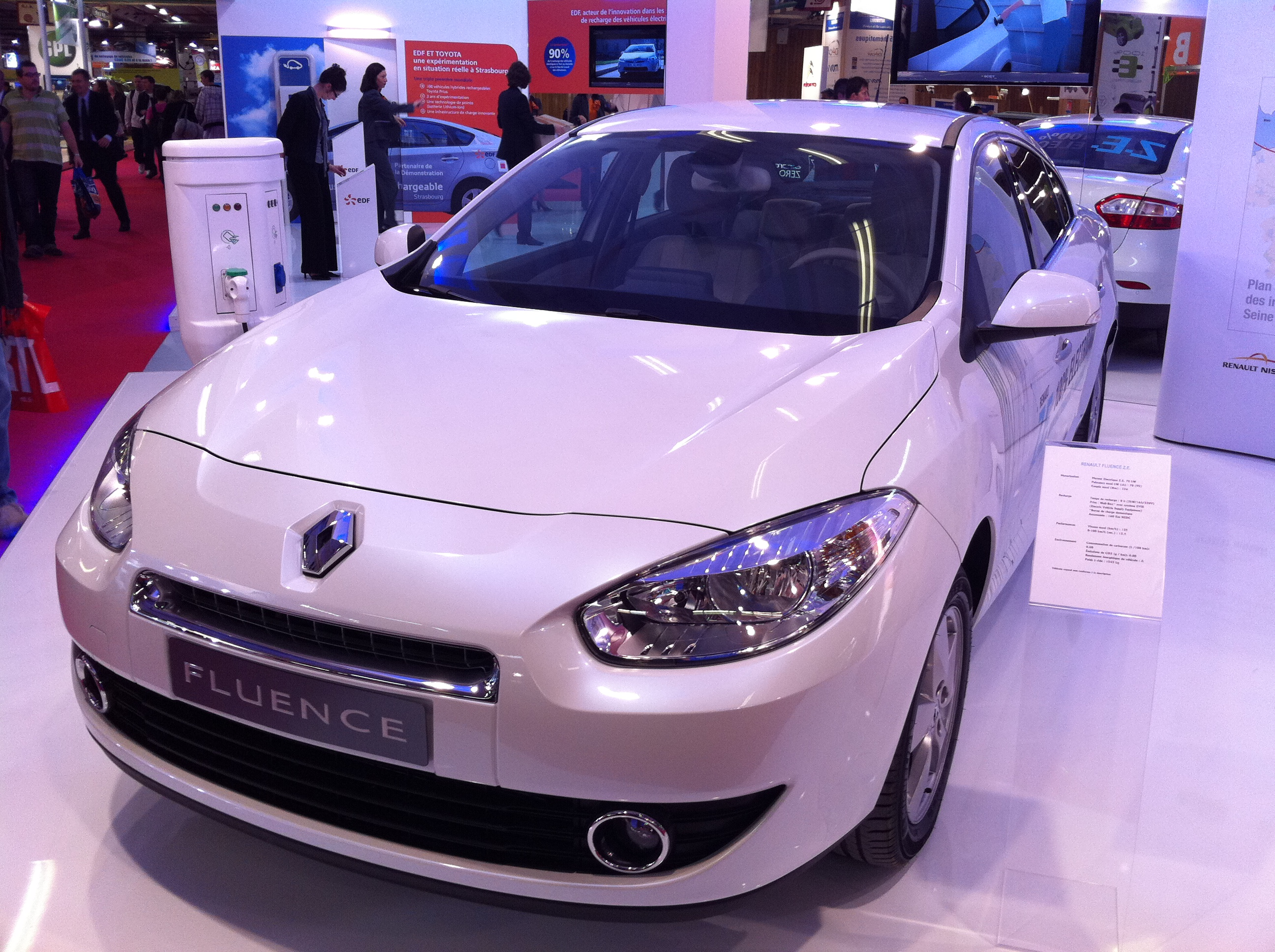

رنو فلوئنس زدای (Renault Fluence Z.E.) خودرویی است که در سال‌های ۲۰۱۱ تا در بورسا و ترکیه تولید شده‌است. طول آن در حالت طبیعی ۴٬۷۴۸ میلیمتر (۱۸۶٫۹ اینچ)، عرض آن در حالت طبیعی ۱٬۸۱۳ میلیمتر (۷۱٫۴ اینچ)، ارتفاع آن در حالت طبیعی ۱٬۴۵۸ میلیمتر (۵۷٫۴ اینچ) و وزن آن در حالت طبیعی ۱٬۵۴۳ کیلوگرم (۳٬۴۰۲ پوند) است. 